# Emmanuelle Mikula
Emmanuelle Mikula (24 de julio de 1968) es una deportista francesa que compitió en judo. Ganó una medalla de plata en el Campeonato Europeo de Judo de 1988 en la categoría abierta.

## Palmarés internacional
| Campeonato Europeo | Campeonato Europeo | Campeonato Europeo | Campeonato Europeo |
| Año                | Lugar              | Medalla            | Categoría          |
| ------------------ | ------------------ | ------------------ | ------------------ |
| 1988               | Pamplona (España)  | Medalla de plata   | Abierta            |